# بریتنی و کوین: هرج‌ومرج
بریتنی و کوین : هرج و مرج (به انگلیسی: Britney & Kevin: Chaotic) یک سریال آمریکایی واقع گرایانه با بازی خواننده پاپ آمریکایی بریتنی اسپیرز و همسر وی کوین فردرلین است.این سریال چگونگی اولین ملاقات این دو، آشنا شدن، عاشق شدن و ازدواج آنها را نمایش میدهد.این سریال شامل پنج قسمت است.همچنین آلبوم ای پی با همین نام از بریتنی اسپیرز منتشر شد که شامل سه ترانه بود.